# Keylogger

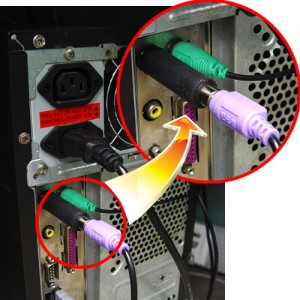
Příklad připojení hardwarového PS/2 keyloggeru

Keylogger (někdy také Keystroke Logger) je software, který snímá stisky jednotlivých kláves. Antivirem bývá považován za virus. V případě software se jedná o určitou formu spyware, ale existují i hardwarové keyloggery.
Keylogger neohrožuje přímo počítač, ale slouží ke zjišťování hesel jiných lidí. Některé z nich bývají v operačním systému Microsoft Windows proti svému zničení chráněny pomocí Archivace a Skrytí souborů, takže je není možné pomocí Průzkumníku najít (je nutné použít vyhledávání).
Existují i takové, kterých si antivirus nevšimne a které nejdou odinstalovat (Trial verze Elite keyloggeru), takže je nutné je jednoduše smazat (ovšem ani to nemusí fungovat vždy).[zdroj?]

## Původ Keyloggerů
- Cookies – jsou to textové soubory. Hlavní náplní cookies je ověření serveru a získávání veškerých informací o uživateli.
- Adware – tento typ keyloggerů způsobuje, že se samovolně otevírají veškerá okna prohlížeče, která obsahují reklamu.
- Phishers – je to spyware, který se snaží donutit uživatele k zaslání osobních dat, např. PIN kódu bankovních karet, dále veškerých přístupových jmen a hesel, která máme.
- Keyloggers – programy, které sledují veškeré činnosti uživatele napadeného počítače.
- Browser Hijackers – mění nastavení internetového prohlížeče.
- Softwarový keylogger (může to být spam či trojský kůň atd.) – jde o keylogger, který pomocí systému a odchytávání veškerých systémových zpráv zaznamená stisk všech kláves, aby je potom mohl odeslat svému autorovi.
- Hardwarový keylogger – tento druh keyloggeru je malé zařízení, které se připojuje mezi počítač a klávesnici. Hardwarový keylogger je sestaven ze sedmi součástek. Běžný uživatel tento keylogger jen tak lehce neodhalí.
- Hardwarové keylogery se dále dělí na:
- PS2 keylogger – tento keylogger už v současnosti nepatří mezi příliš používané, protože většina dnešních klávesnic používá USB port.
- USB keylogger – patří mezi nejpoužívanější keyloggery.